# Radu Stroe
Radu Stroe (n. 31 august 1949, Osoi, Iași - d. 12 iunie 2025, București) a fost un politician român. Până în decembrie 1989 a fost membru al PCR. A fost ales deputat în legislaturile 2000-2004, 2008-2012, 2012-2016 și senator în legislatura 2004-2008 pe listele partidului PNL. În perioada 2006–2007 a fost ministru delegat pentru coordonarea Secretariatului General al Guvernului Tăriceanu.

## Biografie

### Carieră profesională
Radu Stroe a absolvit Institutul de Marină Civilă din Constanța (1971), obținând diploma de inginer de sunet - ofițer de navigație, precum și Facultatea de Drept din București (1981). De asemenea, a urmat și un curs de management organizat de către CODEX.
După absolvirea facultății, a lucrat ca ofițer de marină și inginer de navigație în cadrul Navrom Constanța (1972-1974), apoi ca inginer principal III la Departamentul Transporturi Marine din cadrul Ministerului Transporturilor și Telecomunicațiilor (1974-1985). În următorii ani, (1985-1989), a fost detașat ca inginer principal la administrația Canalului Dunăre–București. A fost membru al Partidului Comunist Român și activist UTC în cadrul Ministerului Transporturilor și Telecomunicațiilor.
În anul 1990 a revenit la Ministerul Transporturilor, promovând succesiv și ocupând funcțiile de director general adjunct, director general și consilier al ministrului. Între 1997-1998 a ocupat funcția de secretar general adjunct al Guvernului  în Guvernul Victor Ciorbea și apoi de secretar general al Guvernului (1998-2000) în guvernele Vasile și Isărescu.
La data de 23 mai 2006 a fost numit în funcția de ministru delegat pentru coordonarea Secretariatului General al Guvernului (în Guvernul Tăriceanu), fără a renunța însă la funcția deținută în Senat. La 22 ianuarie 2007 și-a dat demisia din această funcție, după ce nu a primit voturile necesare pentru a obține funcția de vicepreședinte pe probleme de administrație din cadrul PNL.
"Ca urmare a rezultatelor Congresului PNL, am apreciat că, din punctul de vedere politic, un om politic care nu primește votul pentru o funcție pentru care candidează este firesc să se retragă din funcția administrativă", a declarat Radu Stroe cu acel prilej.
Cu toate acestea, a continuat să ocupe acest post până la restructurarea Guvernului, conform unei înțelegeri cu premierul Tăriceanu. Mandatul lui Radu Stroe ca ministru delegat a încetat la data de 5 aprilie 2007 odată cu restructurarea guvernului, când s-a decis ca funcția de șef al Secretariatului General al Guvernului să nu mai aibă rang de ministru delegat, ci să fie încredințată unui înalt funcționar public.

### Activitate politică
Înscris la 16 ianuarie 1990 în Partidul Național Liberal (PNL), a deținut funcțiile de secretar executiv; membru în Biroul Permanent al sectorului 1 București; membru în Biroul Permanent Central.
La alegerile parlamentare din noiembrie 2000, Radu Stroe a fost ales ca deputat PNL de Maramureș. În această calitate a făcut parte din Comisia pentru apărare, ordine publică și siguranță națională, ca membru (decembrie 2000 - februarie 2001 și septembrie 2001 - septembrie 2004) și apoi ca vicepreședinte (septembrie - decembre 2004). De asemenea, a fost și membru al Comisiei speciale a Camerei Deputaților și Senatului pentru exercitarea controlului parlamentar asupra Serviciului de Informații Externe (din septembrie 2004).
În perioada februarie - septembrie 2001, a deținut funcția de secretar al Biroului permanent al Camerei Deputaților. De asemenea, a fost și vicelider al Grupului parlamentar al Partidului Național Liberal din Camera Deputaților (februarie 2002 - septembrie 2003). Radu Stroe a fost membru în grupurile parlamentare de prietenie cu Republica Cipru, Republica Belarus și Statul Plurinațional Bolivia. 
La alegerile parlamentare din noiembrie 2004 a fost ales senator de Maramureș pe listele Alianței Dreptate și Adevăr (PNL-PD). În această calitate a făcut parte ca vicepreședinte din Comisia pentru apărare, ordine publică și siguranță națională (până în martie 2005) și de președinte al Comisiei comune permanente a Camerei Deputaților și Senatului pentru exercitarea controlului parlamentar asupra activității SRI. Radu Stroe a fost membru în grupurile parlamentare de prietenie cu Republica Lituania și Republica Italiană. 
În perioada 23 mai 2006 - 5 aprilie 2007 a îndeplinit funcția de ministru delegat pentru coordonarea Secretariatului General al Guvernului (în Guvernul Tăriceanu).
În 2010 a fost ales deputat PNL de București, cu 70,17% din voturi.
La 6 august 2012 a fost propus ca ministru delegat pentru Administrație ca urmare a demisiei lui Victor Paul Dobre.
La 23 ianuarie 2014 Stroe a demisionat din funcția de ministru al afacerilor interne ca urmare a deficiențelor de intervenție a echipelor de căutare-salvare a victimelor accidentului din Munții Apuseni. În legislatura 2008–2012, Radu Dobre a fost membru în grupurile parlamentare de prietenie cu Republica Malta, Republica Federativă a Braziliei, Republica Cehă și Republica Coreea.
Pe 8 aprilie 2014 a fost exclus din PNL.